# Muharrem Dosti
Muharrem Dosti (Elbasan, 28 gennaio 1964) è un allenatore di calcio ed ex calciatore albanese, di ruolo portiere.

## Carriera

### Nazionale
Ha collezionato una presenza con la Nazionale albanese.

## Palmarès

### Giocatore

#### Competizioni nazionali
- Campionato albanese: 1

Elbasani: 1983-1984